# Juan Carlos Holgado
Juan Carlos Holgado Romero (Dierdorf, RFA, 16 de abril de 1968) es un deportista español que compitió en tiro con arco, en la modalidad de arco recurvo; campeón olímpico en Barcelona 1992.

## Trayectoria
Participó en dos Juegos Olímpicos de Verano, obteniendo una medalla de oro en Barcelona 1992, en la prueba por equipo (junto con Alfonso Menéndez Vallín y Antonio Vázquez Megido), y el decimoséptimo lugar en Seúl 1988, en la misma prueba.
Por su triunfo olímpico, en 1994 fue galardonado con la Medalla de oro de la Real Orden del Mérito Deportivo.
Aunque nació en Alemania, residió desde temprana edad en Cáceres (España). Cursó estudios superiores en el Instituto Nacional de Educación Física de Madrid y realizó un máster en Gestión Deportiva en la Universidad Politécnica de Madrid.
Trabajó como director de eventos en la Federación Mundial de Tiro con Arco y director deportivo en la Federación Internacional de Deporte Universitario.

## Palmarés internacional
| Juegos Olímpicos | Juegos Olímpicos   | Juegos Olímpicos | Juegos Olímpicos |
| Año              | Lugar              | Medalla          | Prueba           |
| ---------------- | ------------------ | ---------------- | ---------------- |
| 1992             | Barcelona (España) | Medalla de oro   | Equipo           |